# 栗色巴戟
栗色巴戟（学名：Morinda badia）为茜草科巴戟天属下的一个种。其种加词“badia”意为“栗色的”。